# Tay Bridge
Il Tay Bridge è un ponte ferroviario che attraversa l'estuario del Tay e che unisce la città di Dundee (a nord), con il sobborgo di Wormit (a sud).
L'attuale ponte ferroviario sostituisce un primo ponte costruito dal 1871 al 1877 crollato a seguito di un violento temporale, provocando un incidente ferroviario il 28 dicembre 1879. Si trova a monte del ponte stradale Tay.

## Storia
I primi studi sull'attraversamento dell'estuario del Tay risalgono al 1854. Il loro scopo era quello di sostituire la linea treno-traghetto che collegava le due sponde dell'estuario, tra Wormit sulla riva sud e Dundee sulla riva nord, con un ponte ferroviario sulla linea North British Railway tra Edimburgo-Dundee.
Il primo ponte, inaugurato nel 1878 era a binario singolo. Il suo crollo, avvenuto durante un temporale il 28 dicembre 1879, fu uno dei più grandi disastri ferroviari. Il secondo ponte, inaugurato nel 1887 e doppio binario, è ancora in servizio.

### Il primo ponte

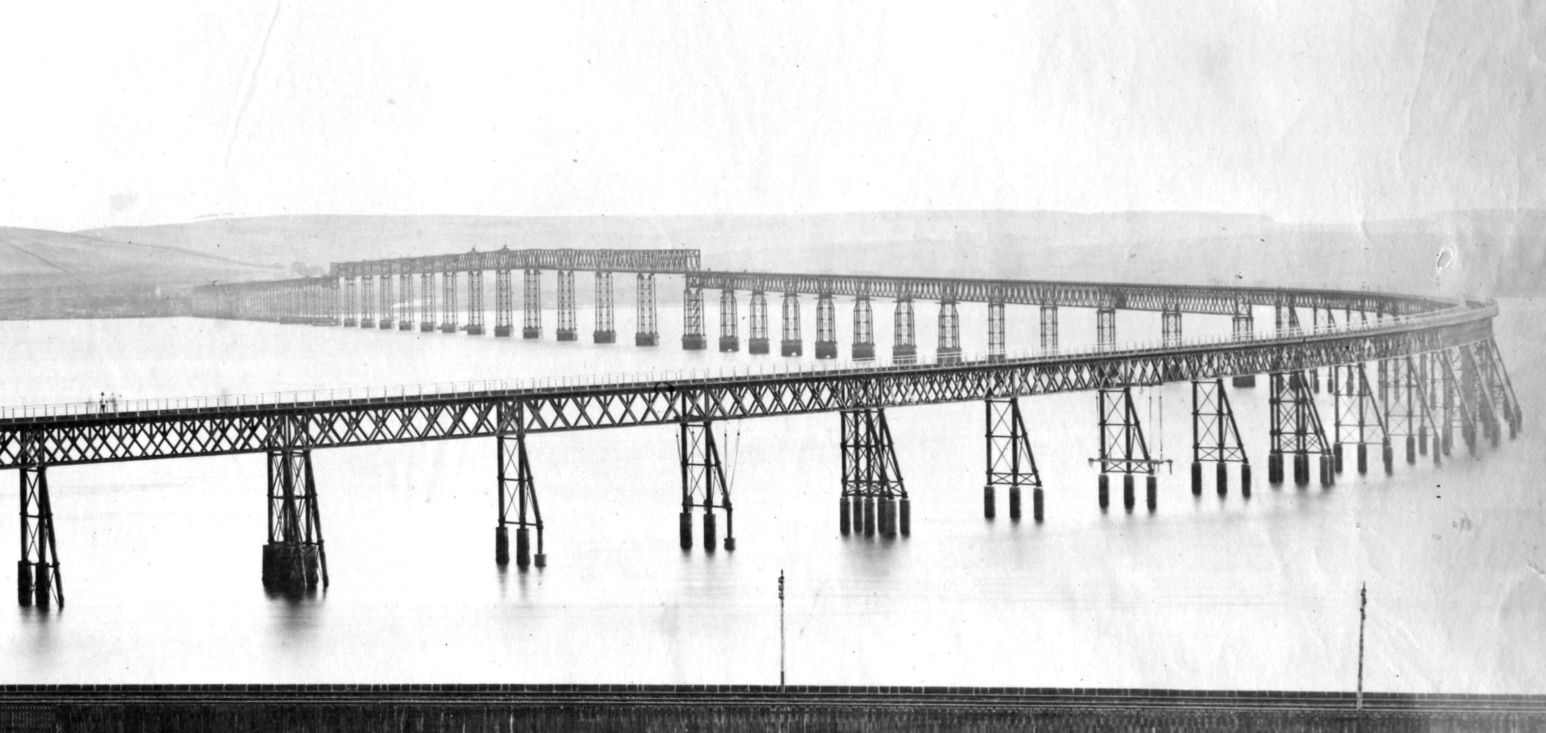
Il ponte prima della catastrofe

Il progetto per la costruzione del primo ponte ferroviario sul Tay risale al 1871. È opera dell'architetto e ingegnere Thomas Bouch. Bouch inizialmente progettò un ponte costituito da travi reticolari metalliche da appoggiare su pilastri in mattoni posti sul letto del fiume a bassa profondità. Ma fin dall'inizio della costruzione ci si rese conto che il letto del fiume non è composto da pietre abbastanza dure da sostenere i pilastri in mattoni. Si decise quindi di sostituire questi pilastri con colonne in ghisa riempite di cemento e poggianti su basamenti circolari costruiti in muratura.
La modifica del progetto del ponte aumentò i costi di costruzione e provocò ritardi soprattutto dopo che due travi finirono nel fiume durante la loro installazione.
La costruzione del ponte ebbe luogo dal 1871 al 1877. Fu inaugurato il 31 maggio 1878 e aperto al traffico passeggeri il giorno successivo, 1º giugno 1878. Con una lunghezza di 3,5 km, era a quel tempo il ponte più lungo del mondo. Gli archi erano distanti l'uno dall'altro 74,5 m, ad eccezione di due archi che erano distanziati di 79 m l'uno dall'altro.
Il 20 giugno 1879, la regina Vittoria attraversò il ponte a bordo del treno reale attraverso sulla via del ritorno dal castello di Balmoral. La regina nobilitò Thomas Bouch pochi giorni dopo, il 26 giugno 1879.

### Il disastro ferroviario

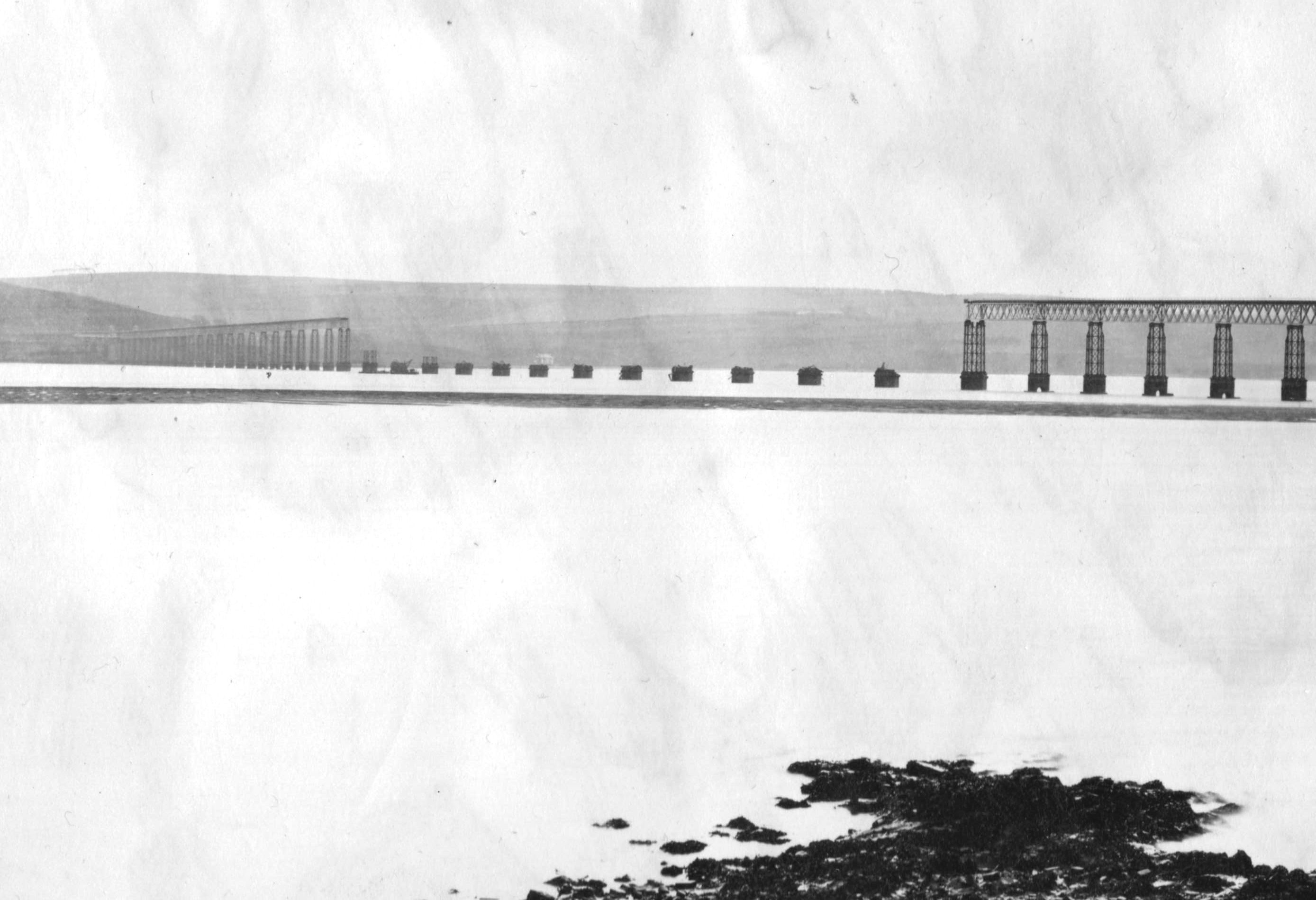
Il ponte dopo la catastrofe

Il ponte crollò la notte del 28 dicembre 1879 alle 19:15, durante un temporale in cui violenti venti fecero cedere le arcate centrali del ponte proprio nel momento in cui passava un treno. Il convoglio precipitò così nel fiume e i suoi settantacinque passeggeri morirono nelle gelide acque del Tay.
L'indagine successiva indicò che la compagnia ferroviaria aveva deciso di tagliare sulla sicurezza e sulla longevità del ponte per ridurre i costi della sua costruzione utilizzando materiali di bassa qualità come ghisa scadente e travi ripescate nel Tay. L'inchiesta concluse che il ponte "era mal progettato, mal costruito e mal mantenuto", che i bulloni e i tensori di ferro non erano abbastanza resistenti per resistere alla pressione dei venti e che i pilastri in ghisa erano stati costruiti male.
Le basi dei pilastri originali di questo ponte sono ancora visibili sopra la superficie delle acque del Tay lungo il nuovo ponte costruito nello stesso luogo.

### Il secondo ponte
Il secondo ponte sul Tay è stato progettato dall'ingegnere britannico William Henry Barlow. La decisione di ricostruire il primo ponte fu presa nel luglio 1881 e la prima pietra fu posta il 6 luglio 1883. Fu completato nel 1887. Il nuovo ponte fu costruito parallelamente al ponte crollato.
Il nuovo ponte fu aperto al traffico il 13 luglio 1887. Con una lunghezza di 3.264 m, con 85 campate, consente il passaggio di una linea a doppio binario.